# Trojvrh
 Trojvrh  falu Horvátországban, Károlyváros megyében. Közigazgatásilag Josipdolhoz tartozik.

## Fekvése
Károlyvárostól 45 km-re délnyugatra, községközpontjától 8 km-re délkeletre a Plaški-mezőn, a község déli határán fekszik. A felette emelkedő  azonos nevű magaslatról kapta a nevét.

## Története
A falu területe a középkorban a Frangepánok modrusi uradalmához tartozott. A török támadások miatt ez a vidék a 16. századra teljesen puszta lett. A 17. század elején települt be, amikor a török által elfoglalt területekről szerbek érkeztek ide. Első csoportjuk 1609-ben jött, majd a század közepéig több hullámban települt le szerb pravoszláv lakosság. Első fatemplomukat a Trojvrh domb alatti Kokani faluban építették fel. A parókia csak a 18. században került át a népesebb Josipdolba. 1857-ben 495, 1910-ben 428 lakosa volt. Trianonig Modrus-Fiume vármegye Ogulini járásához tartozott. 1991-ig szerb többségű település volt, de délszláv háború során a szerbek nagy része elmenekült. 2011-ben a településnek 32, többségben katolikus horvát lakosa volt.

## Lakosság
| Lakosság változása | Lakosság változása | Lakosság változása | Lakosság változása | Lakosság változása | Lakosság változása | Lakosság változása | Lakosság változása | Lakosság változása | Lakosság változása | Lakosság változása | Lakosság változása | Lakosság változása | Lakosság változása | Lakosság változása | Lakosság változása |
| ------------------ | ------------------ | ------------------ | ------------------ | ------------------ | ------------------ | ------------------ | ------------------ | ------------------ | ------------------ | ------------------ | ------------------ | ------------------ | ------------------ | ------------------ | ------------------ |
| 1857               | 1869               | 1880               | 1890               | 1900               | 1910               | 1921               | 1931               | 1948               | 1953               | 1961               | 1971               | 1981               | 1991               | 2001               | 2011               |
| 495                | 483                | 560                | 408                | 365                | 428                | 559                | 618                | 419                | 324                | 279                | 216                | 142                | 96                 | 40                 | 32                 |

## Nevezetességei
A településen kívül, az erdő szélén, egy kiemelkedő helyen található az 1941-es usztasa mészárlás emlékhelye. 1941. augusztus 7-én Ogulin és Josipdol irányából egy csoport usztasa érkezett Trojvrh, Cerovnik és Kunić települések környékére, ahol 1941. augusztus elején több tízezer menekült gyűlt össze. Az olasz hadsereg felügyelete alatt az usztasák több tucat embert tartóztattak le, majd több helyszínen lelőtték őket. A mészárlás helyét egy kőből készült egyszerű magas oszlop formájában emelt emlékmű jelöli, mely alacsony, négyzet alakú talapzaton áll. Az elülső oldalon fekete gránitból készült feliratos tábla van az oszlopba beépítve. Az emlékművet 1962-ben állították fel.